# تترای باله‌خونی شیشه‌ای
تترای باله‌خونی شیشه‌ای (نام علمی: Prionobrama filigera)، گونه‌ای از ماهی‌های خانواده کاراسین‌ها و بومی حوضه رودخانه آمازون در آمریکای جنوبی است.

## تغذیه
در طبیعت این ماهی عمدتاً از لارو حشرات آبزی و سخت پوستان تغذیه می‌کند. در آکواریوم آنها به راحتی با رژیم غذایی ماهی‌های خشک تجاری سازگار می‌شوند، اما از انواع غذاها از جمله غذاهای زنده و منجمد مانند دافنی و کرم‌های خونی نیز تغذیه می‌کنند.

## در آکواریوم
باله‌خونی شیشه‌ای یک ماهی آکواریومی اجتماعی است که در یک گروه با حداقل ۸ ماهی بهترین عملکرد را دارد. یک آکواریوم به‌خوبی کاشته شده با گیاهان و با حجم ۱۵ گالون آمریکایی (۵۷ لیتر) یک آکواریوم ایده‌آل برای این گونه خواهد بود.

## پرورش
این گونه در آب‌های سخت‌تر و قلیایی‌تر نسبت به بسیاری از گونه‌های تترا به‌خوبی رشد می‌کند. درجه اسیدی ۷٫۳ و درجه سختی ۱۰ برای این ماهی مناسب است، اما نه آب بسیار سخت‌تری که بزرگسالان می‌توانند در آن زندگی کنند. این یک گونه به‌صورت پراکنده تخمگذاری می‌کند و جزو ماهی‌هایی است که تخم‌های خود را می‌خورد.